# Xã Bertram, Quận Linn, Iowa
Xã Bertram (tiếng Anh: Bertram Township) là một xã thuộc quận Linn, tiểu bang Iowa, Hoa Kỳ. Năm 2010, dân số của xã này là 2.387 người.